# Hypodeva superba
Hypodeva superba är en fjärilsart som beskrevs av Druce 1911. Hypodeva superba ingår i släktet Hypodeva och familjen trågspinnare. Inga underarter finns listade i Catalogue of Life.